# Xadrez e mulheres

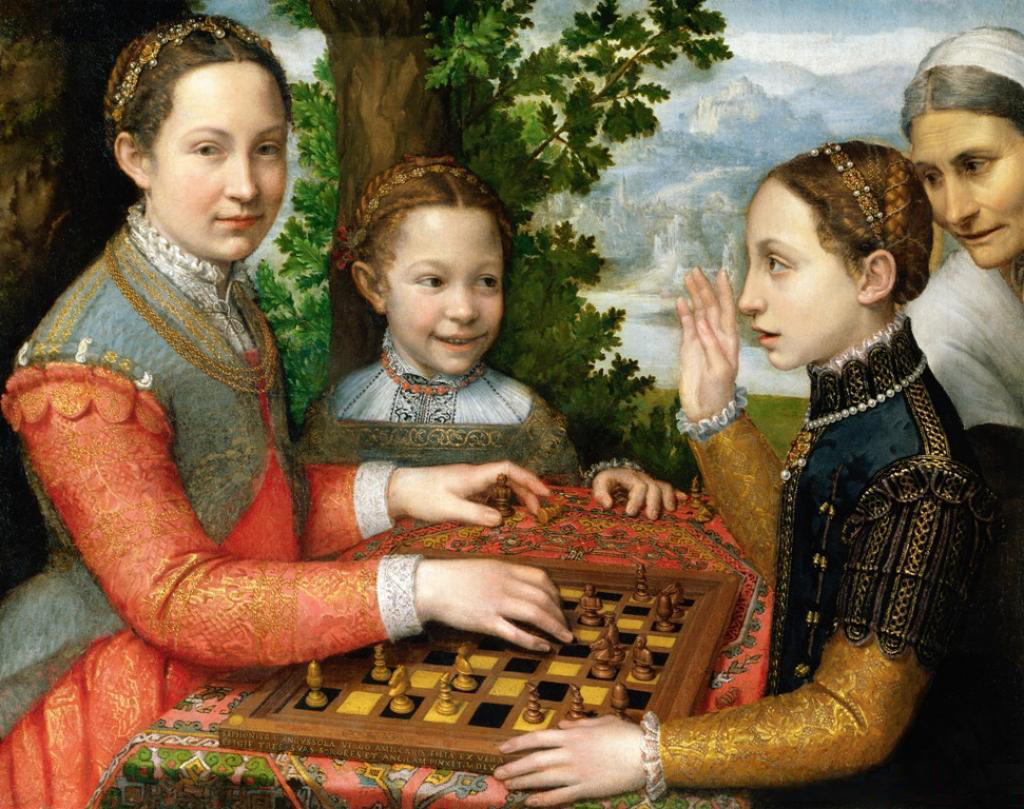
A partida de xadrez (1555), óleo em tela por Sofonisba Anguissola. Museu Navrodwe, Poznan.

A história do xadrez e as mulheres remonta aos primórdios do jogo em fábulas sobre a sua criação, até a atualidade, na qual enxadristas mulheres têm conquistado espaço num ambiente predominantemente masculino. Uma das lendas a respeito da criação do jogo, constante do livro Shāh-nāmeh, diz que a mãe do Rei indiano Gav solicitou, de modo a provar que este não havia provocado a morte do irmão Talhend durante uma batalha, que ela fosse reconstituída sobre o tabuleiro.
Na Arábia, surgiram os registros das primeiras mulheres jogando xadrez, que em várias ocasiões superavam as habilidades de seus oponentes homens. O xadrez era considerado um passatempo adequado para mulheres e um grande número de pinturas e ilustrações retratando ambos os sexos praticando o jogo foram criadas desde o século X. Na Europa, a participação feminina foi limitada, embora continuassem a praticar o jogo.
No século XIX, ainda que os clubes de xadrez fossem comuns, a maioria não aceitava mulheres, e somente no final deste período surgiram clubes exclusivos para mulheres, enquanto outros permitiram sua inclusão no quadro social. Foram organizados os primeiros torneios exclusivos e em 1897 o primeiro torneio internacional em Londres. Com a criação da FIDE, foi organizado o primeiro campeonato mundial feminino, vencido por Vera Menchik que após a Segunda Guerra Mundial foi reiniciado em 1950 num formato semelhante ao masculino.
Estudos científicos têm tentado sem resultados conclusivos explicar as diferenças dos resultados alcançados entre homens e mulheres. Os resultados inferiores alcançados pelas mulheres teoricamente seriam relacionados com a falta de visão espacial, competitividade, excesso de confiança dos homens frente às mulheres em ambientes predominantemente masculino e estereótipos na psicologia social. Entretanto, embora socialmente o domínio masculino seja perpetuado, mesmo as melhores pesquisas sobre diferença biológicas entre os sexos são inconclusivas.

## Mitologia

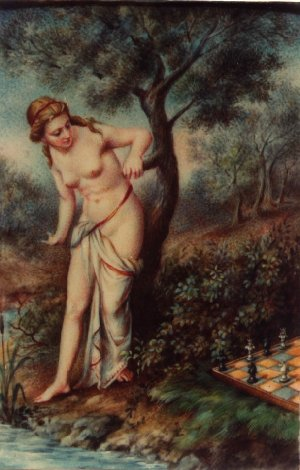
A Caïssa de William Jones.

Uma lenda indiana conta que a mãe do Rei Gav solicitou, de modo a provar que este não havia provocado a morte do irmão Talhend durante uma batalha, que ela fosse reconstituída sobre o Tabuleiro. A história termina com uma imagem da mãe em luto, atormentada em angústia, jogando xadrez pelos restos de seus dias.
Na mitologia medieval as mulheres também eram retratadas como ótimas jogadoras, equiparando-se aos seus oponentes em vários romances medievais, sendo a Rainha Guinevere, da lenda de Rei Artur e a dama no poema Les Eschez amoureux exemplos notáveis.  Por ser permitido aos homens visitar o quarto de uma dama com o intuito de jogar xadrez, este motivo foi empregado em alguns romances como da própria Guinevere que recebia a visita de Lancelote e de Isolda que recebia a visita de Tristão. Uma das versões da lenda de Tristão e Isolda relata que o casal se apaixonou durante o retorno a Inglaterra, durante o qual jogavam partidas de xadrez casuais que estimularam seu romance.
As mulheres russas provavelmente jogam xadrez há tanto tempo quanto os homens e aparecem com frequência em épicos heróicos chamados byliny que refletem o passado distante tanto quanto o século XI. Várias dessas histórias contêm duelos de partidas de xadrez onde as mulheres enfrentam oponentes homens e muitas vezes vencendo, onde assim como na mitologia medieval o pano de fundo é um interesse romântico.
Em 1763, o filólogo britânico William Jones publicou um poema intitulado Caïssa sobre uma ninfa por quem o deus Marte se apaixona. O poema conta que, após ser rejeitado pela ninfa, Marte pede ajuda ao deus dos esportes Euphron que, obrigado, cria o xadrez. Desde então Caíssa tem sido considerada a musa do xadrez. O poema descreve também as peças e seus movimentos.

## Domínio árabe
| \| Começo de um tabuleiro de xadrez. \| a \| b \| c \| d \| e \| f \| g \| h \| \| \| 8 \| \| rg em b8 \| \| \| \| \| kg em g8 \| \| 8 \| \| 7 \| \| \| \| \| \| \| \| \| 7 \| \| 6 \| \| \| \| \| \| pr em f6 \| pr em g6 \| \| 6 \| \| 5 \| \| \| \| \| \| \| \| \| 5 \| \| 4 \| kr em a4 \| \| ng em c4 \| \| \| \| nr em g4 \| rr em h4 \| 4 \| \| 3 \| \| \| \| \| \| \| \| er em h3 \| 3 \| \| 2 \| \| rg em b2 \| \| \| \| \| \| \| 2 \| \| 1 \| \| \| \| \| \| \| \| rr em h1 \| 1 \| \| \| a \| b \| c \| d \| e \| f \| g \| h \| Fim do tabuleiro de xadrez. \| |          |          |          |   |   |          |          |          |                             |
| O problema Dileram, as vermelhas jogam e vencem em cinco movimentos. 1. Th8+ Rxh8 2. Ef5+ Rg8 3.Th8+ Rxh8 4.g7+ Rg8 5.Ch6++ |          |          |          |   |   |          |          |          |                             |
| Começo de um tabuleiro de xadrez. | a        | b        | c        | d | e | f        | g        | h        |                             |
| 8 |          | rg em b8 |          |   |   |          | kg em g8 |          | 8                           |
| 7 |          |          |          |   |   |          |          |          | 7                           |
| 6 |          |          |          |   |   | pr em f6 | pr em g6 |          | 6                           |
| 5 |          |          |          |   |   |          |          |          | 5                           |
| 4 | kr em a4 |          | ng em c4 |   |   |          | nr em g4 | rr em h4 | 4                           |
| 3 |          |          |          |   |   |          |          | er em h3 | 3                           |
| 2 |          | rg em b2 |          |   |   |          |          |          | 2                           |
| 1 |          |          |          |   |   |          |          | rr em h1 | 1                           |
| | a        | b        | c        | d | e | f        | g        | h        | Fim do tabuleiro de xadrez. |

A literatura indica que os árabes permitiam que as mulheres praticassem xadrez tanto quanto os homens, formidáveis jogadoras e equiparando-se aos homens. Abedalá ibne Zobair, por exemplo, permitia que suas três filhas praticassem o jogo.
Outra história do período relata que uma escrava, comprada por dez mil dinares, vencera seu senhor três vezes consecutivas, o que são evidências o quanto tais qualidades eram desejadas e valorizadas pelos árabes. Embora tais histórias não sejam tomadas como baseadas em fatos reais, são significativas para estabelecer o xadrez como um passatempo adequados às mulheres na cultura islâmica do século VIII.
A literatura ficcional também contem muitos relatos da participação feminina com habilidade equiparável a masculina em muitos contos sendo a mais conhecida a história de Tawaddud. Após vencer todos os adversários, convence o califa de suas habilidades e é recompensada com um prêmio de livre escolha. Ela então pede para viver na corte com seu antigo mestre e amante, o que é concedido. No livro Arabian Nights de Richard Burton que na 49ª noite, conta a história de um casal disputando uma partida de xadrez no qual a mulher vence três vezes consecutivas.
Um dos problemas de xadrez (mansubat) existentes, o problema Dileram conta a história de uma esposa que palpita o lance vencedor para o marido durante uma partida. Existem duas versões da história, sendo que a segunda conta com mais três esposas que não palpitam no jogo, mas suplicam para não serem dadas como pagamento da aposta do jogo.

## Participação na Europa e declínio

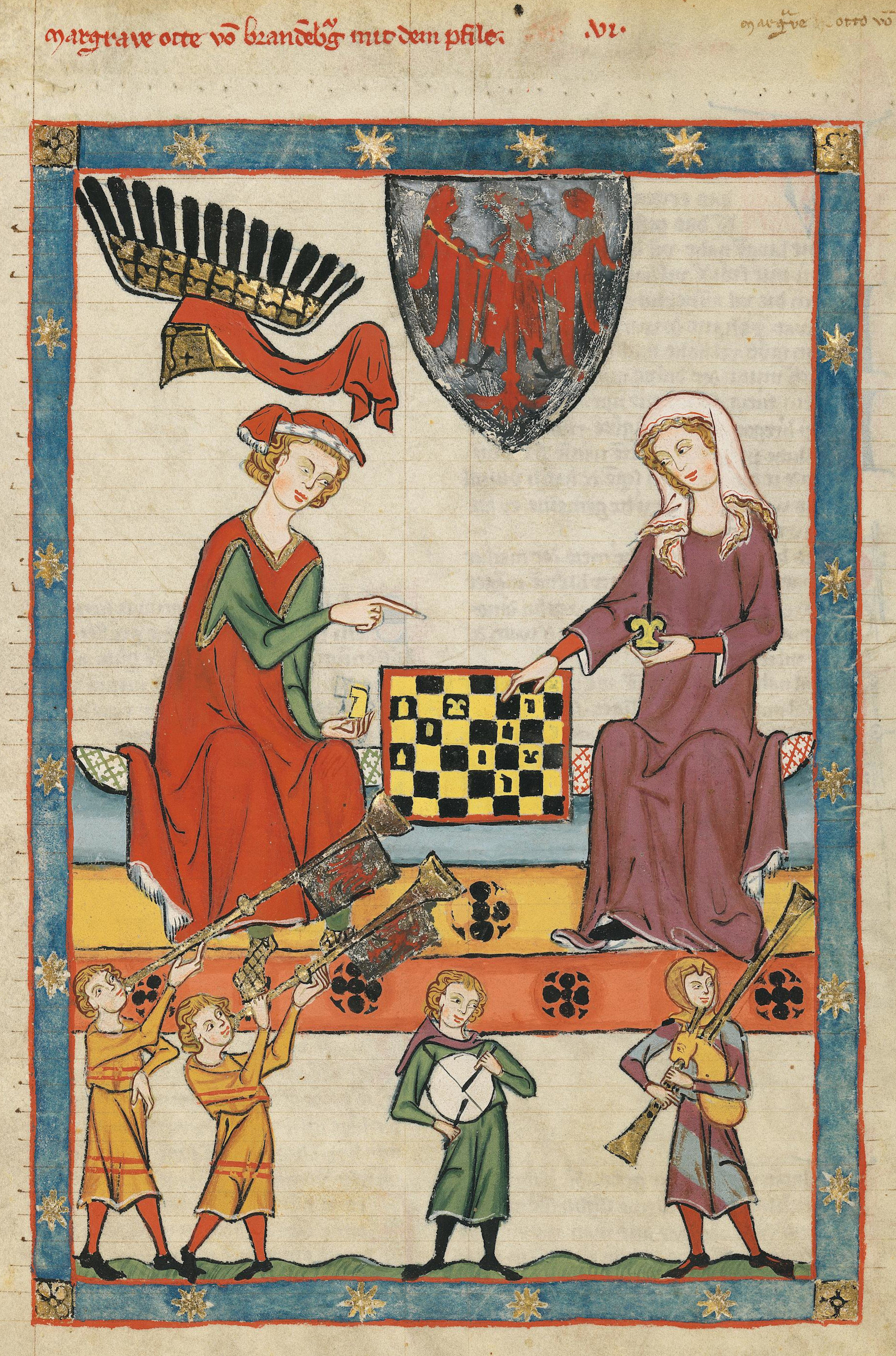
Ilustração do Codex Manesse: Otão IV jogando xadrez com uma dama (c.1320)

O xadrez era considerado uma atividade apropriada para as mulheres da aristocracia medieval, juntamente com o gamão e a falcoaria. A historiadora Marilyn Yalom  sugere que figuras femininas importantes como as rainhas Isabel de Castela e Leonor de Aquitânia possam ter influenciado a inclusão da peça Dama em solo europeu.
No final do período renascentista o xadrez lentamente o jogo passou a não ser mais considerado um passatempo adequado para uma dama. Em função das novas movimentações do Bispo e Dama, uma partida que antes poderia durar horas foi reduzida drasticamente, podendo ser finalizada em poucos movimentos. O aspecto social de cortejar durante partidas foi reduzido, o jogo tornou-se mais competitivo e os melhores jogadores começavam a viajar pela Europa. Enquanto aos homens era aceitável atividade pública como competições, as mulheres foram restringidas a esfera mais privada no qual era inadequado participarem de competições.
O escritor britânico Thomas Hyde considerava a inclusão do Bispo e da Dama uma afronta a natureza do xadrez e considerava que deveria ser sumariamente substituídos pelo Elefante e General, que eram mais condizentes com as origens históricas. O livro Libro del Cortegiano (1613) de Baldassare Castiglione trazia uma lista de atividades impróprias para uma dama, como andar a cavalo e manusear armas e, com este pensamento geral, gradualmente as mulheres deixaram de praticar o jogo. Este declínio é percebido na diminuição da quantidade de obras de arte do período, nas quais se tornou muito rara a representação de casais praticando o xadrez.

## Retomada

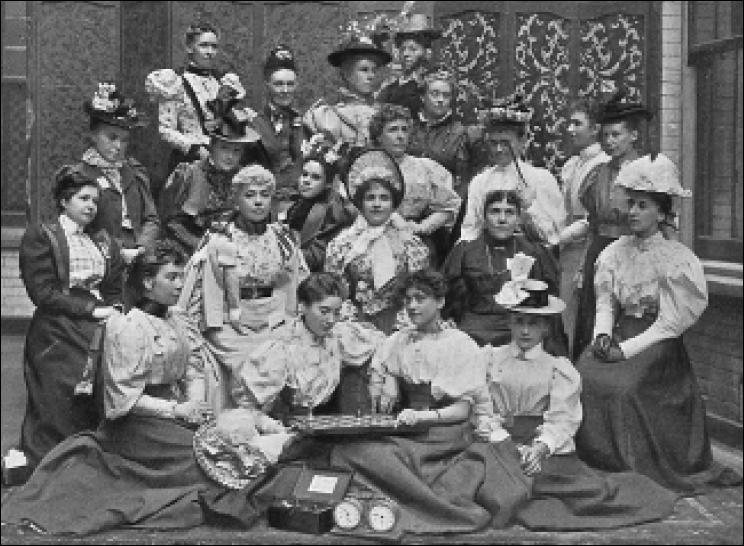
Primeiro Congresso Internacional de Xadrez para Senhoras.

O panorama começou a se reverter a partir da metade do Séc. XIX. Mulheres como Amalie Paulsen, irmã de Louis Paulsen, começaram a se destacar em partidas casuais e no início do séc. XX surgiram nos Estados Unidos e Europa os primeiros clubes destinados a mulheres, como o Ladies' Chess Club of London e o Women's Chess Club of New York em 1894. No ano de 1897 foi organizado em Londres o First Women’s International Chess Congress, vencido por Mary Rudge, uma proeminente jogadora inglesa.
Com a criação da FIDE em 1924, foi organizado o Campeonato Mundial Feminino de Xadrez em conjunto com as Olimpíadas de xadrez no ano de 1927. A competição foi vencida por Vera Menchik, considerada por seus contemporâneos uma forte jogadora em competições destinadas a homens. Vera chegou a competir com outros homens em alguns torneios sendo notável o terceiro lugar no torneio de Ramsgate de 1929, empatada com Akiba Rubinstein e atrás somente de José Raul Capablanca. Após a Segunda Guerra Mundial, a FIDE retomou as competições internacionais e realizou um novo campeonato mundial feminino em 1950. Com a morte de Vera durante o conflito, o título vago foi vencido por Lyudmila Rudenko, que deu início a um período de domínio soviético no esporte que foi continuado com Elisaveta Bykova, Olga Rubtsova, Nona Gaprindashvili e Maia Chiburdanidze. O domínio soviético foi encerrado na competição de 1991 quando foi derrotada pela chinesa Xie Jun.
O início da década de 1990 marcou também a ascensão das irmãs Polgar: Judit, Susan e Sofia que haviam sido treinadas desde cedo por seu pai Lázlo Polgar para atingirem altos níveis competitivos. Lázlo afirmou que qualquer criança saudável poderia ser educada para atingir um nível de gênio em um determinado campo. Judit se tornou na época a mais jovem a receber o título de Grande Mestre aos 15 anos de idade superando em pouco mais de um mês o ex-campeão mundial Bobby Fischer. Embora nunca tenha competido no mundial feminino, Judit é a única mulher que participou da competição absoluta (categoria onde homens e mulheres jogam)  tendo ficado entre os oito primeiros em 2002 e é desde 1991 a mais forte jogadora do mundo. Susan foi campeã mundial de 1996 ao derrotar Xie Jun e manteve o título até 1999 quando desistiu de defender o título por estar grávida.

## Pesquisas comparativas

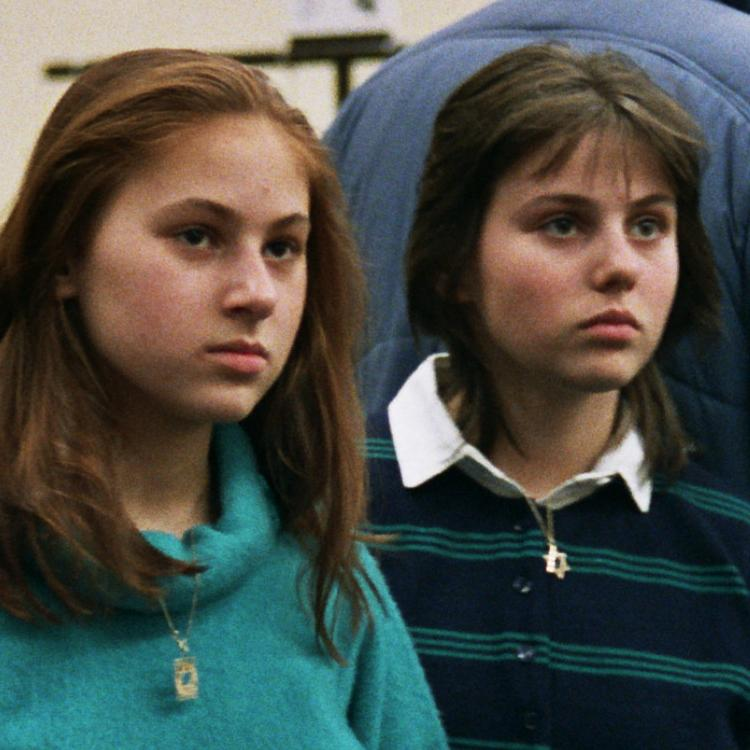
Judit e Sofia Polgár (1988).

Enquanto muitas teorias não são mais consideradas credíveis, algumas poucas podem ser consideradas. Pesquisadores têm tentado explicar os resultados inferiores alcançados pelas mulheres relacionando-os com a falta de visão espacial e agressividade observada em jovens de ambos os sexos em competições. Embora socialmente o domínio masculino seja perpetuado, mesmo as melhores pesquisas sobre diferença biológicas entre os sexos são inconclusivas. Uma pesquisa comparativa realizada em 2010 com aproximadamente dois mil jogadores alemães durante uma competição, concluiu que as diferenças de personalidade (e.g. introversão, extroversão) não são estatisticamente diferentes entre jogadores homens e a população masculina em geral. Todavia, as jogadoras alemãs demonstraram um nível de satisfação geral com a vida e extroversão maiores que a população feminina em geral. Este resultado é explicado pela exposição das mulheres em um ambiente predominantemente masculino.
Em competições para ambos os sexos, homens tendem a utilizar Aberturas mais agressivas quando enfrentando mulheres, principalmente se possuirem  uma diferença de rating ELO significativa pois neste caso implica receber mais pontos no rating em caso de vitória, embora tal estratégia não se traduza em um percentual maior de vitórias. Mulheres, por outro lado, empregam aberturas mais sólidas de um modo geral, tanto enfrentando homens quanto mulheres embora sejam mais agressivas enfrentando oponentes mulheres com rating muito inferior. Porém, em tais situações, o percentual de vitórias é estatistamente similar as diferenças de ratin ELO menor. O excesso de confiança dos homens frente às mulheres em um ambiente predominantemente masculino e estereótipos na psicologia social são adequados aos dados obtidos mas não são explicações conclusivas.
Entretanto, ainda na atualidade são feitas afirmativas e comentários misóginos a respeito do desempenho de homens e mulheres no tabuleiro. O ex-campeão mundial Bobby Fischer afirmou em certa ocasião que poderia dar a vantagem de um Cavalo para qualquer mulher.